# Cajón
A cajón (kiejtése kb. „káhón”, spanyol, ’nagy doboz’) afroperui eredetű, fából készült idiofon ütőhangszer, amely leginkább egy nagy dobozra hasonlít. Elterjesztésében fontos szerepet játszott a dzsessz, a délspanyol flamenco, valamint az afrolatin zene. Létezése a 19. század közepe óta dokumentált, Peruban 2001-ben Nemzeti Kulturális Örökséggé nyilvánították. Különlegessége, hogy az egyetlen olyan hangszer, amelyet a zenész a tetején ülve szólaltat meg.

## Megszólaltatása
A hangszeren játszó zenész, a cajonero a hangszer tetején „terpeszülésben” ül, miközben elülső lapját a két tenyerével üti.

## Fordítás
- Ez a szócikk részben vagy egészben a cajón című spanyol Wikipédia-szócikk fordításán alapul.  Az eredeti cikk szerkesztőit annak laptörténete sorolja fel. Ez a jelzés csupán a megfogalmazás eredetét és a szerzői jogokat jelzi, nem szolgál a cikkben szereplő információk forrásmegjelöléseként.